# Brake Standard Open
开放式二等座车/守车合造车（英文原名：Brake Standard Open，英国铁路客车代码：BSO）是英国铁路系统中整合了守车功能的采用开放车厢布局的二等座车。除包含采用开放车厢布局的二等座外，还包括列车员办公室、紧急制动装置和一间可以上锁的行李室。英国在20世纪50年代铁路客车标准化及以后上线的铁路客车，仅“英国铁路1型客车”和“英国铁路2型客车”拥有这一类型的铁路客车。

## 英国铁路1型客车和英国铁路2型客车
英国在1948年铁路行业国有化后，英国本土多数铁路（不包括城市轨道交通）均改由国有垄断铁路公司“英国铁路公司”运营。英国铁路公司在成立初期对英国铁路设施进行标准化。在20世纪50年代铁路客车标准化及以后上线的铁路客车，仅“英国铁路1型客车”和“英国铁路2型客车”拥有这一类型的铁路客车，两者均为英国铁路公司主持研发的标准化铁路客车。构造速度视不同版本介乎145至160千米/小时之间。制动方式视不同版本为纯空气制动，或纯真空制动，亦或空气、真空双重制动。供暖系统为纯水暖，或纯电暖，亦或水暖、电暖双重供暖。

在20世纪90年代英国铁路公司分拆私有化后至今，“英国铁路1型客车”和“英国铁路2型客车”开放式二等座车/守车合造车仍有使用，并仍沿用之前的名称、代码。

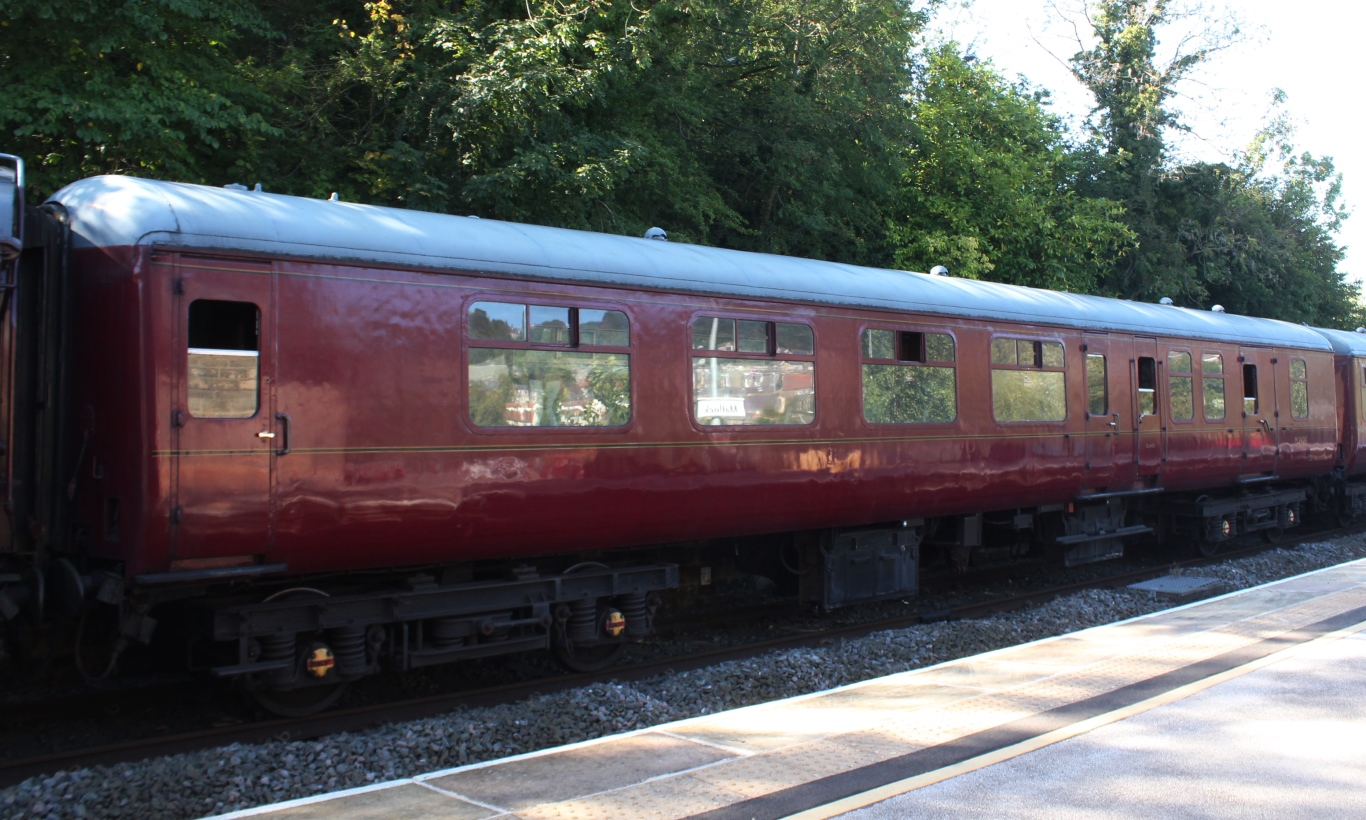
“英国铁路2型客车”开放式二等座车/守车合造车
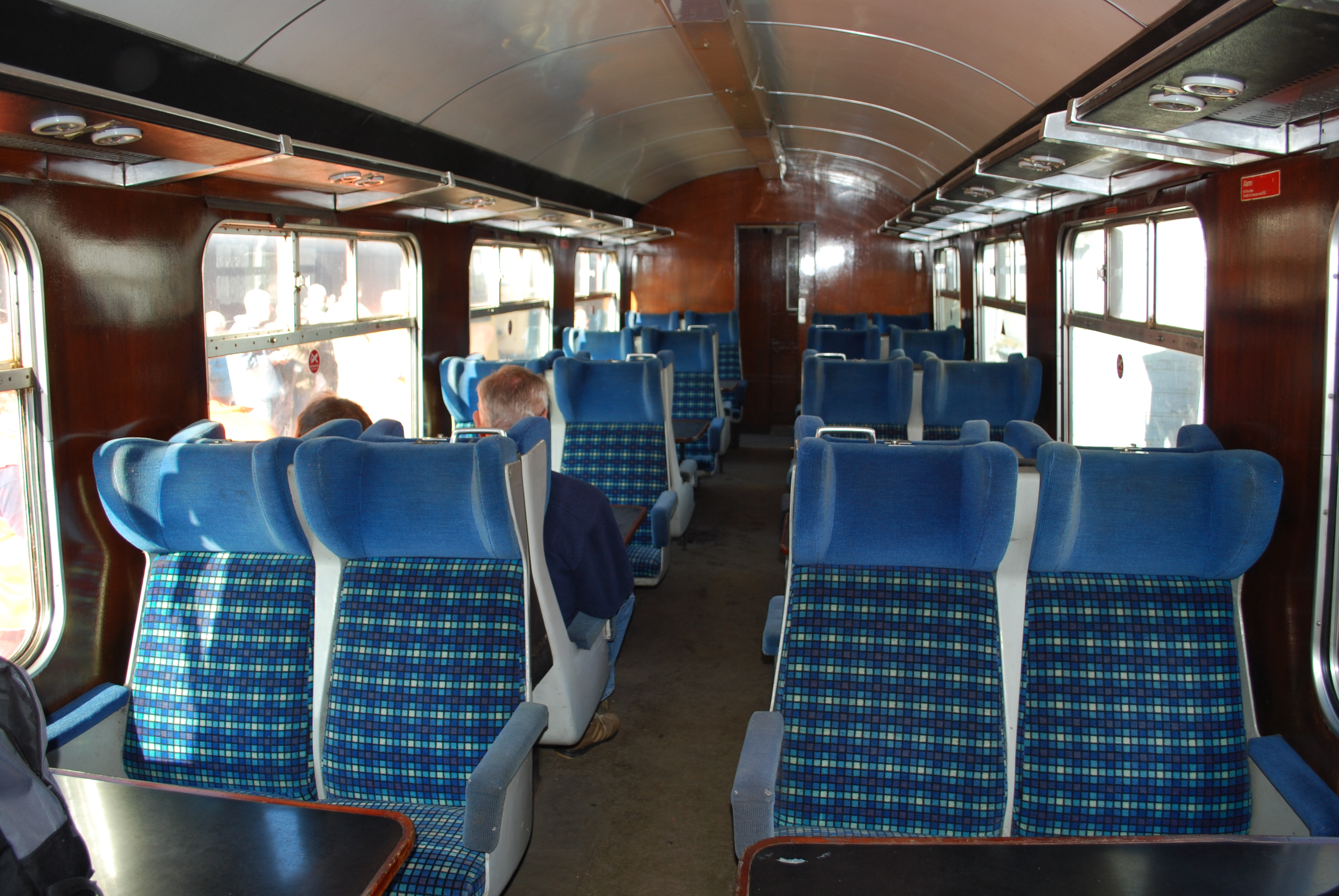
“英国铁路2型客车”开放式二等座车/守车合造车内部
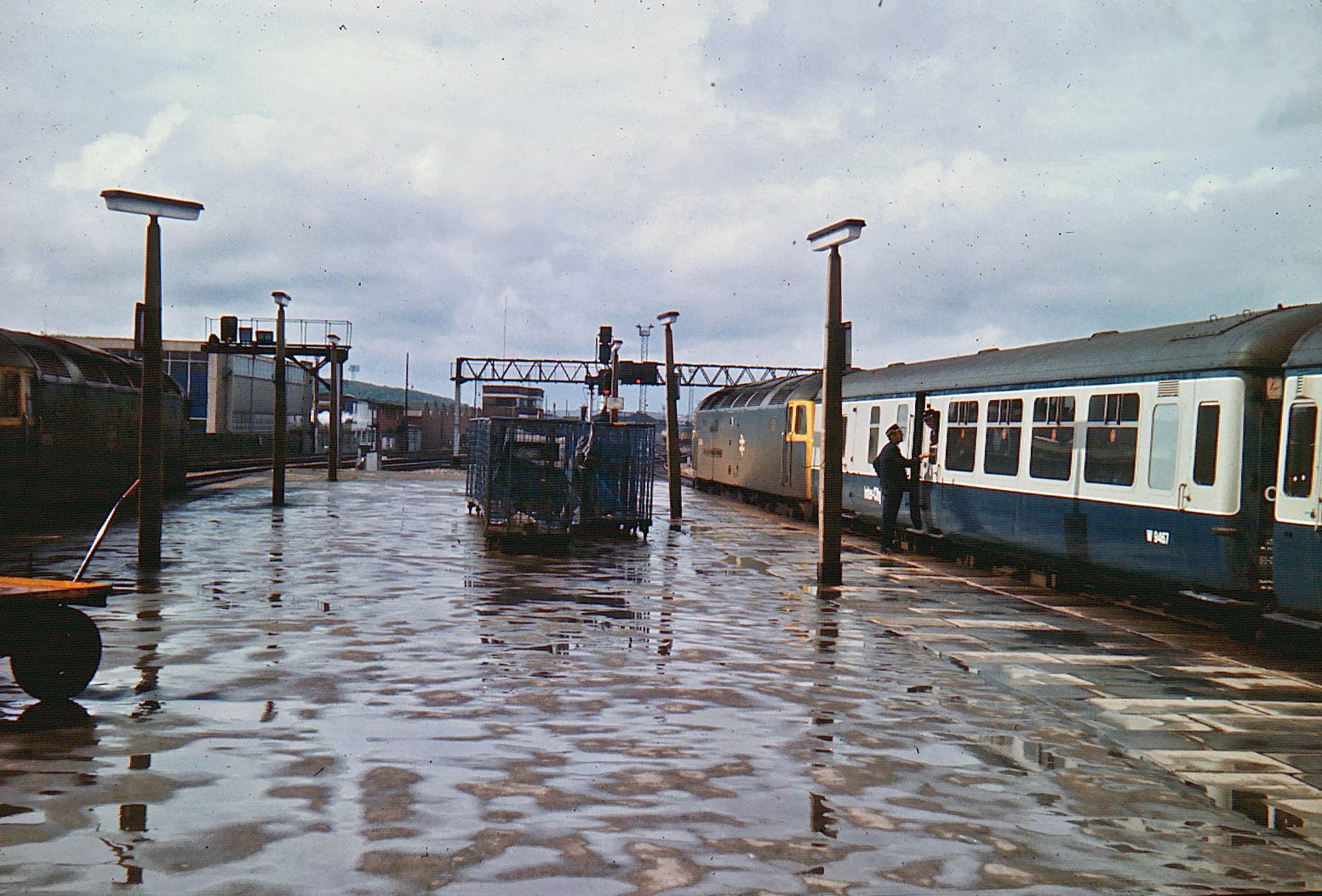
“英国铁路2C型客车”开放式二等座车/守车合造车
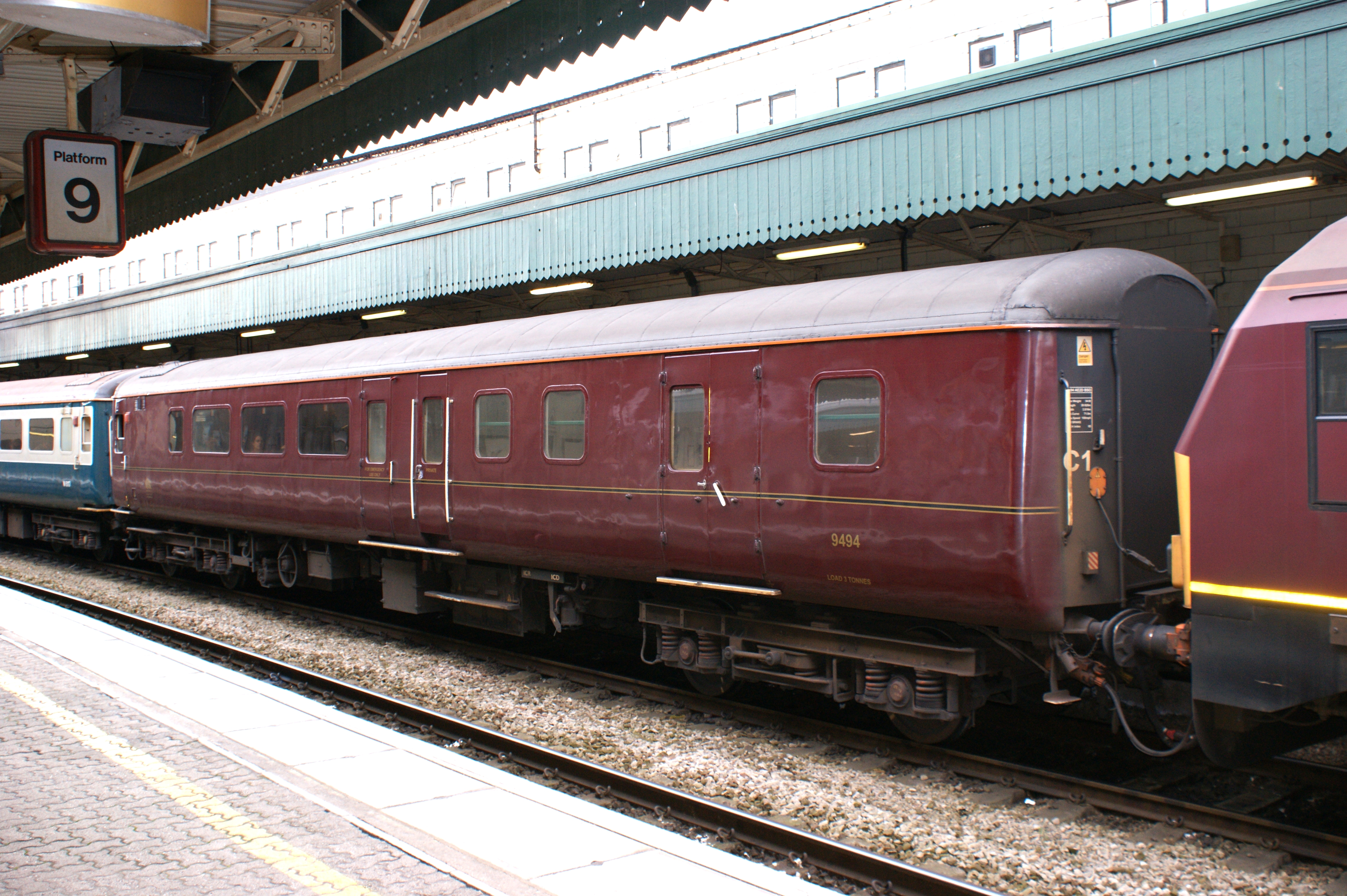
“英国铁路2D型客车”开放式二等座车/守车合造车
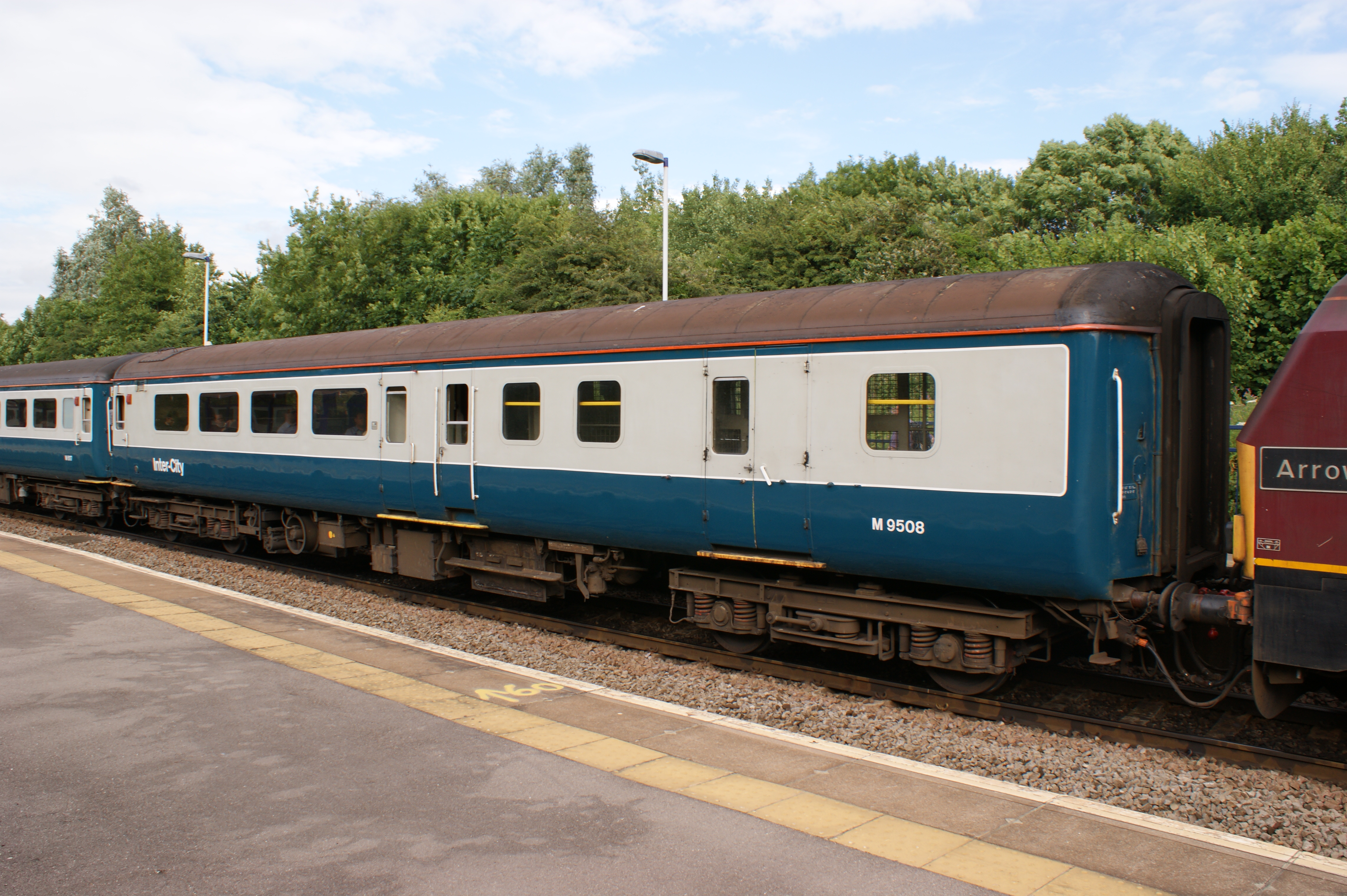
“英国铁路2E型客车”开放式二等座车/守车合造车
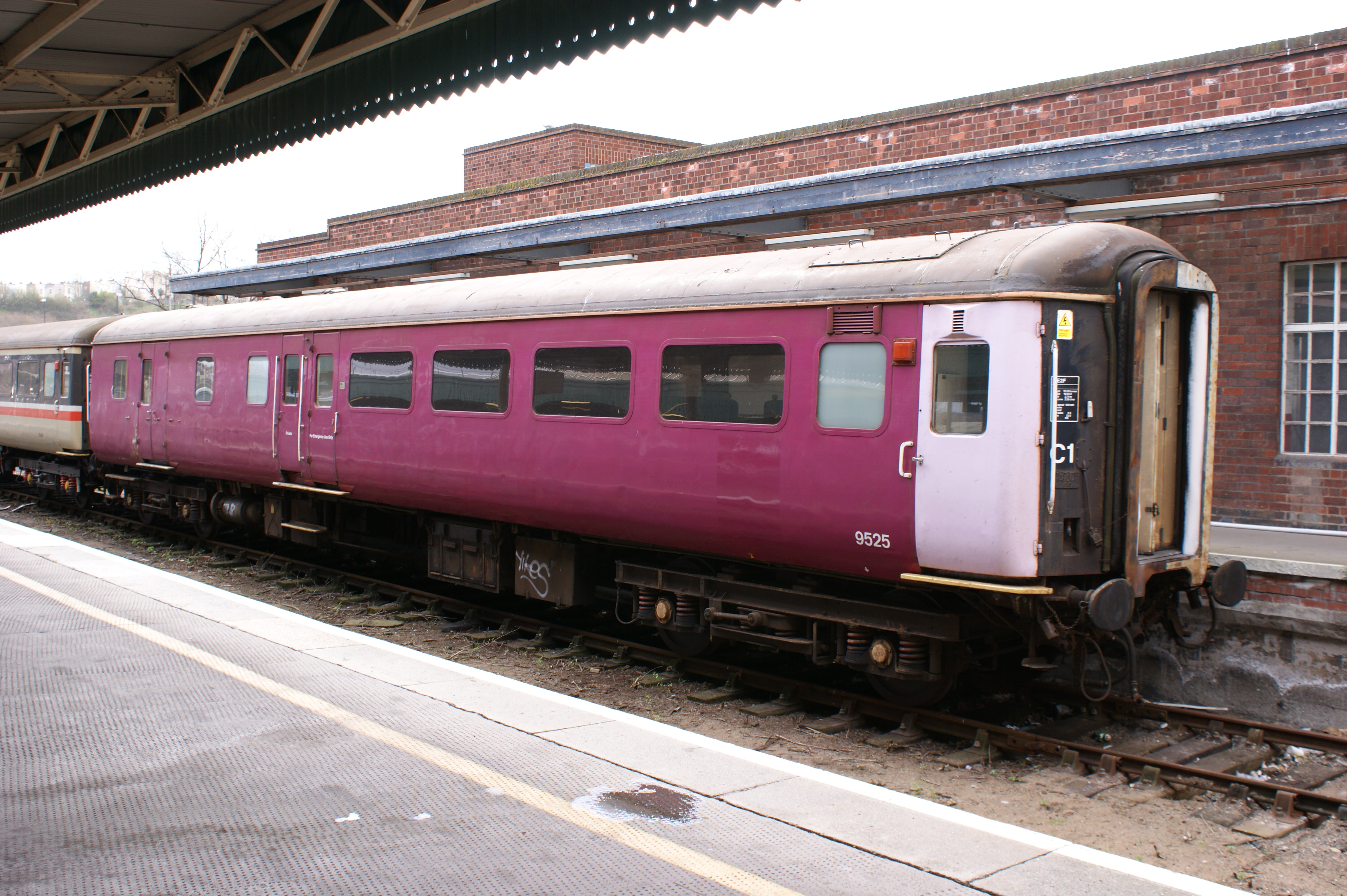
“英国铁路2F型客车”开放式二等座车/守车合造车

### 订单
| 订单号 | 型号             | 制造时间      | 制造商               | 数量 | 车厢编号号段 | 转向架型号 |
| ------ | ---------------- | ------------- | -------------------- | ---- | ------------ | ---------- |
| 30170  | 英国铁路1型客车  | 1955年—1956年 | 唐卡斯特铁路工厂     | 77节 | 9200–9276    | BR1型      |
| 30244  | 英国铁路1型客车  | 1956年        | 唐卡斯特铁路工厂     | 45节 | 9277–9321    | BR1型      |
| 30443  | 英国铁路1型客车  | 1959年        | 格洛斯特铁路车辆公司 | 41节 | 9322–9362    | BR1型      |
| 30698  | 英国铁路1型客车  | 1963年        | 沃尔弗顿铁路工厂     | 18节 | 9363–9380    | 联合型     |
| 30757  | 英国铁路2型客车  | 1966年        | 德比铁路车辆工厂     | 36节 | 9381–9416    | B4型       |
| 30777  | 英国铁路2A型客车 | 1967年        | 德比铁路车辆工厂     | 9节  | 9417–9425    | B4型       |
| 30788  | 英国铁路2A型客车 | 1968年        | 德比铁路车辆工厂     | 13节 | 9426–9438    | B4型       |
| 30798  | 英国铁路2C型客车 | 1970年        | 德比铁路车辆工厂     | 10节 | 9439–9448    | B4型       |
| 30820  | 英国铁路2C型客车 | 1970年        | 德比铁路车辆工厂     | 30节 | 9449–9478    | B4型       |
| 30824  | 英国铁路2D型客车 | 1971年        | 德比铁路车辆工厂     | 17节 | 9479–9495    | B4型       |
| 30383  | 英国铁路2E型客车 | 1972年        | 德比铁路车辆工厂     | 14节 | 9496–9509    | B4型       |
| 30861  | 英国铁路2F型客车 | 1974年        | 德比铁路车辆工厂     | 30节 | 9510–9539    | B4型       |